# Hynobius glacialis
Hynobius glacialis – gatunek płaza ogoniastego z rodziny kątozębnych (Hynobiidae).

## Taksonomia
Takson ten został opisany naukowo w 2008 roku. Holotyp NTNUB 201676 znaleziono w lipcu 2001 roku w powiecie Taizhong na Tajwanie na wysokości 3536 m n.p.m. Takson siostrzany w stosunku do Hynobius sonani + Hynobius arisanensis.

## Występowanie
Występuje w środkowej i północnej części gór Xueshan na Tajwanie powyżej wysokości 3000 m n.p.m. Zasięg występowania (Extent of Occurrence, EOO) szacowany jest na 100 km². Zamieszkuje na ogół wzdłuż zimnych potoków. W ciągu dnia chowa się pod kamieniami.

## Morfologia
Płaz średniej wielkości. Długość ciała wynosi 47,8–67,4 mm, ogona 37,1–56,5 mm. Głowa i ciało w formie cylindra. Oczy są wypukłe. W górnej szczęce znajduje się 47–74 zębów (w kształcie litery U), natomiast w dolnej 45–75. Stopy są małe, kończyny przednie są czteropalczaste, zaś tylne pięciopalczaste. Ubarwienie grzbietu żółto-brązowe z nieregularnymi, czarnymi paskami. Strona brzuszna koloru szarego z licznymi bladożółtymi plamami.

## Status zagrożenia
W Czerwonej księdze gatunków zagrożonych Międzynarodowej Unii Ochrony Przyrody (IUCN) płaz ten klasyfikowany jest jako gatunek krytycznie zagrożony (CR, ang. Critically Endangered). Jest to gatunek rzadki, a trend jego liczebności oceniany jest jako lekko spadkowy ze względu na zmiany klimatu.